# 5 raske piger
5 raske piger er en dansk komediefilm fra 1933 instrueret af A.W. Sandberg og med Karina Bell.
Manuskript er af Paul Sarauw og Svend Rindom.

## Handling
De fem søstre Annie, Karin, Grace, Irene og Maud er født og opvokset i Amerika, men deres moder, som nu er død, var dansk. Da hun i sin tid rejste bort med en musiker og giftede sig med ham, betragtede familien - en af landets mest ansete godsejerslægter - det som en skandale. Moderen har bedt døtrene om at opsøge broderen på godset i Danmark, og snart kommer den helt store invasion af piger.

## Medvirkende
- Karina Bell som Annie From
- Marguerite Viby som Karin From
- Tove Wallenstrøm som Grace From
- Nanna Stenersen som Irene From
- Vesla Stenersen som Maud From
- Frederik Jensen som Steen
- Jonna Neiiendam som Agatha Steen
- Albrecht Schmidt
- Erling Schroeder som Jørgen Steen
- Angelo Bruun som Sigurd
- Eigil Reimers som Knud
- Helmuth Larsen som Richard
- Per Gundmann som Willy
- Arthur Jensen som Pjevs
- Carl Fisher som Jeppe
- Holger-Madsen
- Bjarne Forchhammer som Frantz
- Bjørn Spiro som en Påtrængende mand
- Kai Ewans
- Carl Fischer som Jeppe
- Leo Mathisen
- Poul Reichhardt som en Mand der bærer køje